# Ordishia cingulata
Ordishia cingulata är en fjärilsart som beskrevs av Rothschild 1909. Ordishia cingulata ingår i släktet Ordishia och familjen björnspinnare. Inga underarter finns listade i Catalogue of Life.